# Alex Kidd BMX Trial
 (mars 2020).
Si vous disposez d'ouvrages ou d'articles de référence ou si vous connaissez des sites web de qualité traitant du thème abordé ici, merci de compléter l'article en donnant les références utiles à sa vérifiabilité et en les liant à la section « Notes et références ».
Alex Kidd BMX Trial est un jeu de course de BMX sorti en 1987 sur Master System, uniquement au Japon. Le jeu nécessite l'utilisation d'un contrôleur de jeu spécifique.

## Système de jeu
Le joueur dirige Alex Kidd sur un vélo-cross BMX à travers une course d'obstacles jusqu'à la ligne d'arrivée. Il n'y a aucun adversaire. Le joueur peut sauter par-dessus l'eau et collecter des bonus. Le jeu prend fin lorsque le joueur n'a plus d'énergie.

## Niveaux
Le joueur démarre dans la Blackwood Forest (Forêt des Bois Noirs). Suivant le chemin choisi, il est possible de passer à d'autres parties du circuit.
- Blackwood Forest (Forêt des Bois Noirs) : niveau de départ.
- Cactus Desert (Désert de Cactus)
- South Seas (Mers du Sud)
- Pyramid River (Rivière de la Pyramide)
- Radaxian (pays d'Alex Kidd)